# Ovios capensis
Ovios capensis är en fjärilsart som beskrevs av Herrich-Schäffer 1854. Ovios capensis ingår i släktet Ovios och familjen nattflyn. Inga underarter finns listade i Catalogue of Life.